# Darius Milhaud
Darius Milhaud (Marseille, 1892. szeptember 4. – Genf, 1974. június 22.) francia zeneszerző, a francia Hatok (Les Six) zeneszerzői csoport tagja.

## Élete
Darius Milhaud Provence egyik legrégebbi zsidó családjából származik, a Comtat Venaissin régióból. Vaucluse megyének ez a tartománya évszázadok óta otthona számos zsidó famíliának, így a Milhaud-családnak is, amely különösen ismert, hiszen annak leszármazottja az a Joseph Milhaud, aki Aix-en-Provence zsinagógáját alapította, 1840-ben. Ebből a családból származik egyebek közt José de Bérys (Joseph Bloch) író, Francine Bloch (Francine de Bérys, Francine Béris) író, műfordító (aki 1961-ben első elnöke volt a Francia Nemzeti Hangarchívum Baráti Társaságának), Marcel Dassault mérnök, politikus, a Dassault-csoport alapítója és Pierre Vidal-Naquet történész, hellénista is.

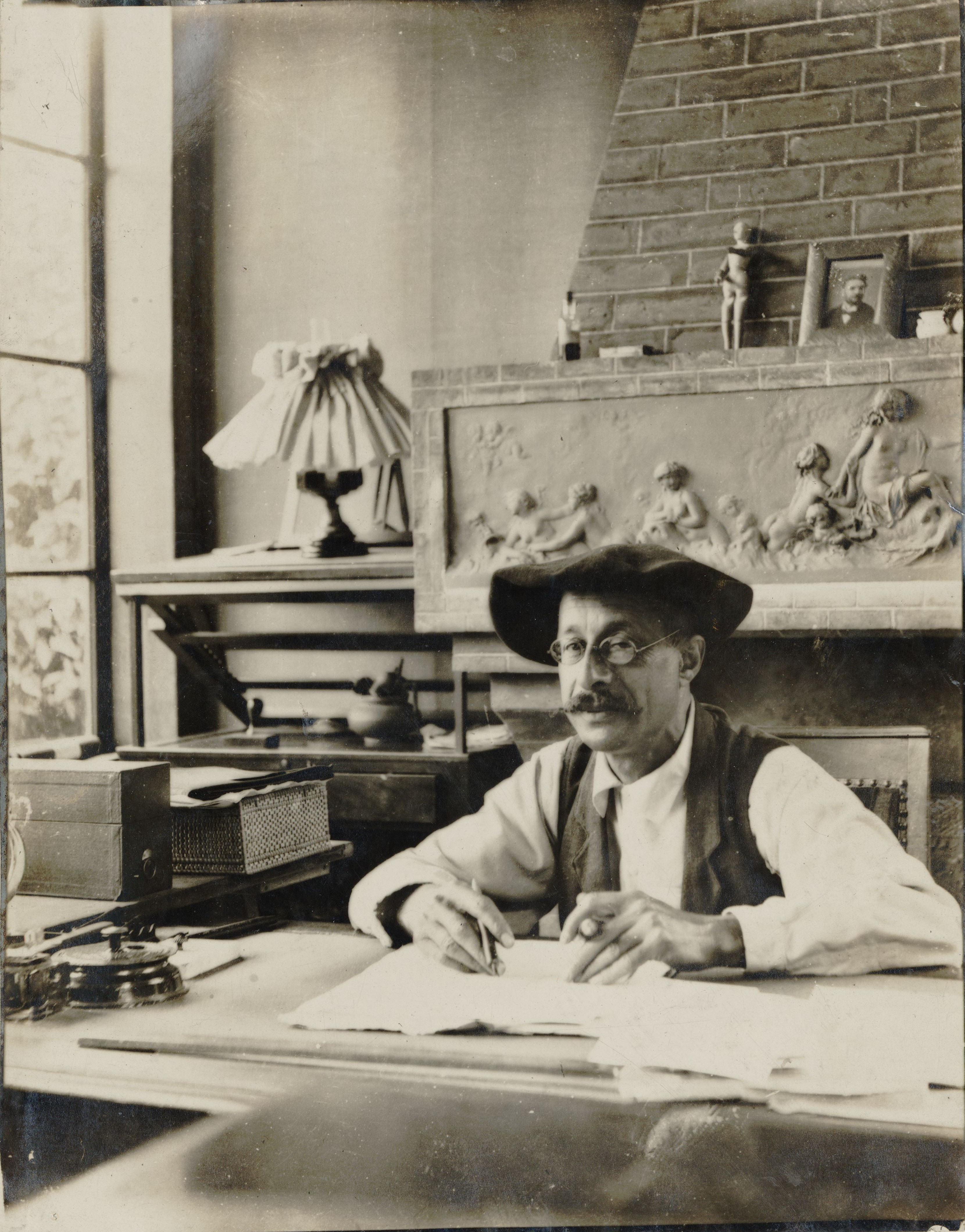
André Gedalge, Darius Milhaud egyik professzora

Egy mandulakereskedő és egy marseille-i születésű, olasz származású anya egyetlen gyermekeként látta meg a napvilágot. Szülei amatőr muzsikusok voltak. Édesapja szervezte meg Aix-n-Provence-ban a Société Musicale-t (Zenei Társaság), édesanyja pedig jól ismerte a vallási énekeket, mandulaválogatás közben népdalokat énekelt. Darius tehetsége korán megmutatkozott, különösen a hegedűjáték és a zeneszerzés terén. 1909-ben 17 évesen Párizsba ment, ahol egészen 1915-ig a Conservatoire de Paris (Párizsi Konzervatórium) növendéke volt. Gustave Leroux tanította összhangzattanra, André Gedalge ellenpontra, Charles-Marie Widor zeneszerzésre és Paul Dukas a hangszerelésre. Magántanulóként Vincent d’Indynél is képezte magát.
Ezek az évek számos zenei és irodalmi kapcsolatot hoztak a számára: barátságot kötött Georges Auric és Arthur Honegger zeneszerzőkkel és Léo Latil költővel, aki elesett az I. világháborúban. 1912-ben ismerkedett meg Francis Jammes és Paul Claudel költőkkel, akiknek szövegeire zenét is komponált. André Gide-del való ismeretsége szintén jelentős hatást gyakorolt rá.
Egészsége korán megromlott, rheumatoid arthritisben szenvedett (1948-ban kerekesszékbe kényszerült). Élete megváltozott, színpadi zenéket komponált, egyebek közt Aiszkhülosz trilógiájához, az Oreszteiához, Claudel fordításában.
E művében is mesterien alkalmazta a politonalitást, és ez lett zenéjének legfőbb jellegzetessége. A két művész közötti barátság szoros együttműködéssé fejlődött: amikor Claudelt Rio de Janeiróban Franciaország brazíliai nagykövetévé nevezték ki, felkérte Milhaud-t, hogy legyen a titkára, és ezt a komponista elfogadta. Lelkesedett a dél-amerikai zene iránt, szívesen hallgatta a népzenét, a zongorista-zeneszerző Ernesto Nazareth és más akkori, népszerű brazil szerzők kompozícióit és a karneválok zenéjét, ami nyomot hagyott a L'Homme et son désir (1918–1921) és a Le Bœuf sur le toit (Ökör a háztetőn, 1919–1920) című balettjeiben és a Saudades do Brasil (1920–1921) című táncjátékában. A Le Bœuf sur le toit visszatérő dallama is egy karneválon hallott melódia, melynek portugál címe: O Boi no Telhado.

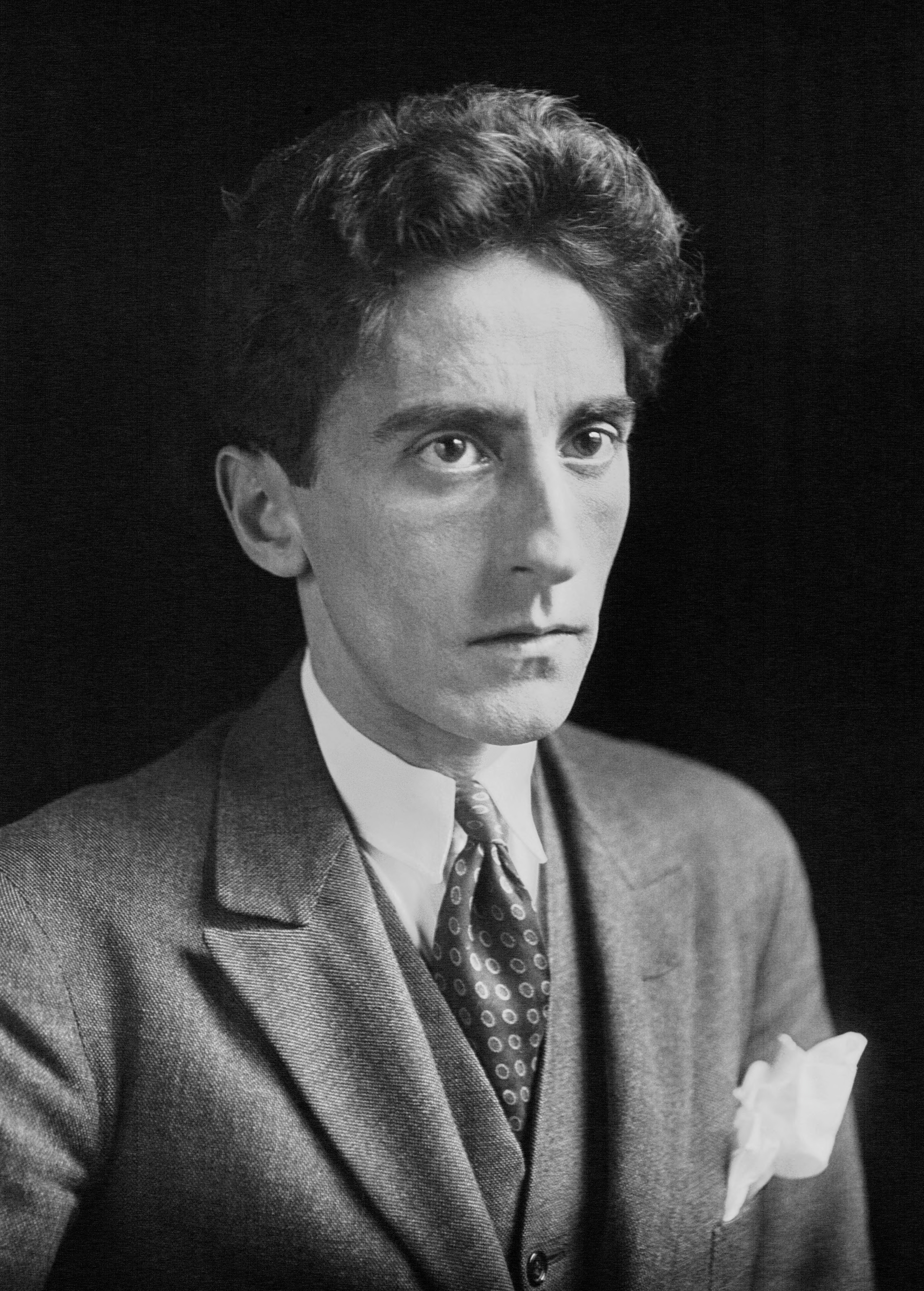
Jean Cocteau 1923-ban

Visszatérve Párizsba Henri Collet zeneszerző, zenekritikus őt is belefoglalta a Les Six (Hatok) csoportba, melynek tagjai voltak még: Georges Auric, Louis Durey, Arthur Honegger, Francis Poulenc és Germaine Tailleferre. A társaság mentora a rendkívül sokoldalú művész, Jean Cocteau volt. 1921-ben Milhaud is részt vett Cocteau Les mariés de la Tour Eiffel (Az Eiffel-torony jegyespárja) című balettjéhez kapcsolódó közös zeneszerzői munkában. Ezen túl, Milhaud ismertté vált korai, dél-amerikai hatásokkal átszőtt kompozíciói folytán is a párizsi közönség előtt.
Karmesterként, zenekritikusként, sőt konferansziéként is tevékenykedett. Sokat utazott, többek közt Londonba (1920-tól) illetve az Egyesült Államokba (1922-től), ahol felfedezte a dzsesszritmusokat, és ez erőteljes hatással volt balettzenéjének – La Création du monde (A világ teremtése, 1923) – karakterére is.
Folytatta az operák írását is, barátainak librettóira. Így jött létre a Le Pauvre Matelot 1926-ban Cocteau szövegére, és a Christophe Colomb 1930-ban Claudel szövegkönyvére. Mivel érdekelte a mozi, filmzenéket is írt. Mindazonáltal kompozíciói vegyes fogadtatásban részesültek, Maximilien című operája viszont meghozta számára a sikert 1932-ben, az Opéra Garnier-ben. Magánélete is kiteljesedett, amikor feleségül vette unokahúgát, Madeleine Milhaud színésznőt. Egy közös gyermekük született, Daniel, 1930-ban, aki festő és szobrász lett.

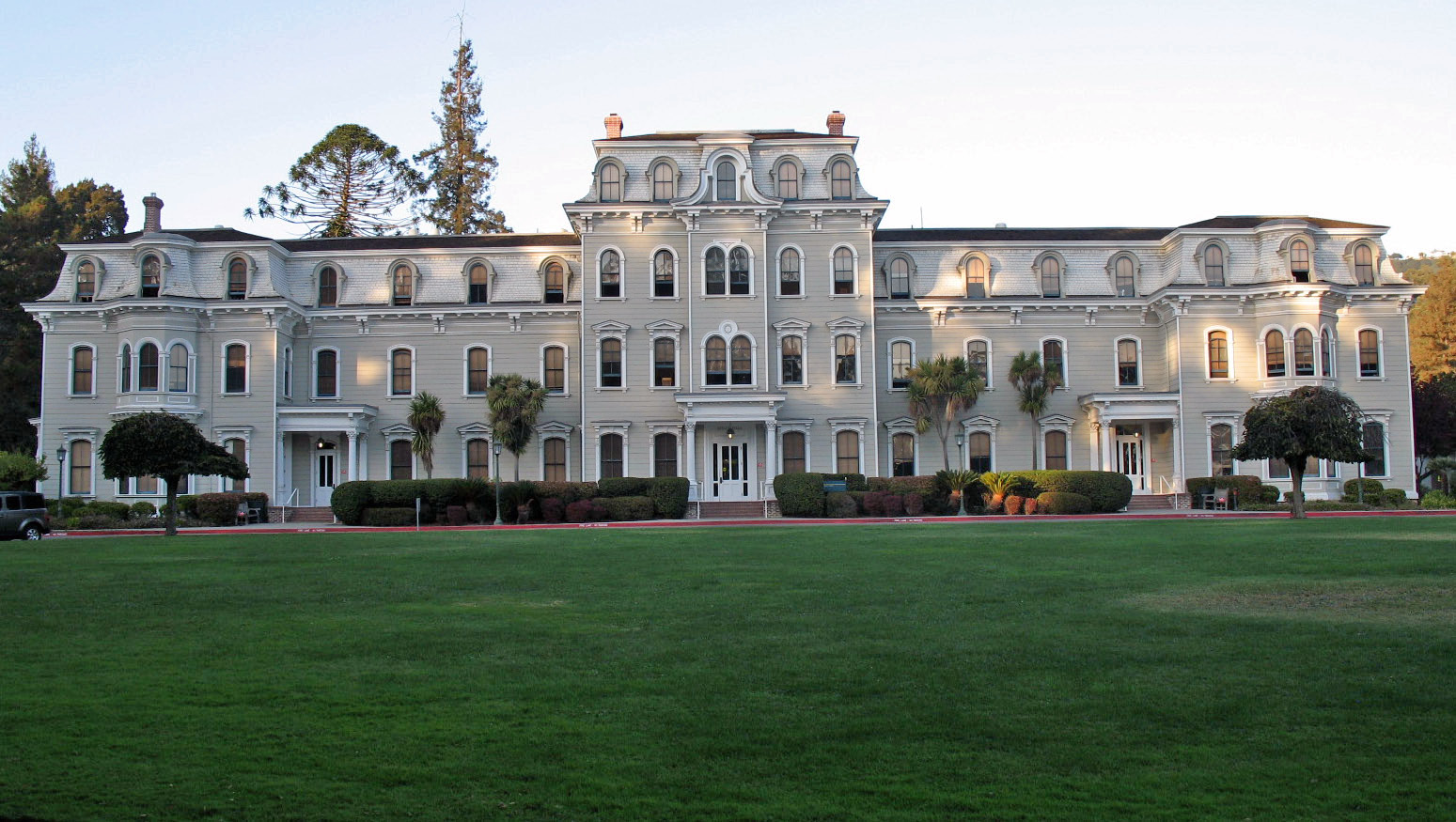
A Mills College Oaklandben, ahol Darius Milhaud tanított a második világháború alatt

Termékeny komponista maradt egészen a II. világháború kitöréséig, amikor is el kellett hagynia Franciaországot, hiszen egyszerre két listára is felkerült: mint zsidó és mint a „degenerált művészet” követője. 1940-ben az Egyesült Államokba távozott, ahol Pierre Monteux, a jeles karmester segítségével Kaliforniában állást kapott az oaklandi Mills College-ban, mint a zeneszerzés tanára. Itt olyan híres tanítványai voltak, mint a dzsesszzongorista Dave Brubeck, a varietékomponista Burt Bacharach, illetve az amerikai minimalizmus alapítói: Steve Reich és Philip Glass. Milhaud ezt tanácsolta Bacharachnak: „Soha ne félj olyan zenét írni, amit az emberek megjegyeznek és fütyülni fognak. Soha ne érezd, hogy legyőzött egy dallam.”

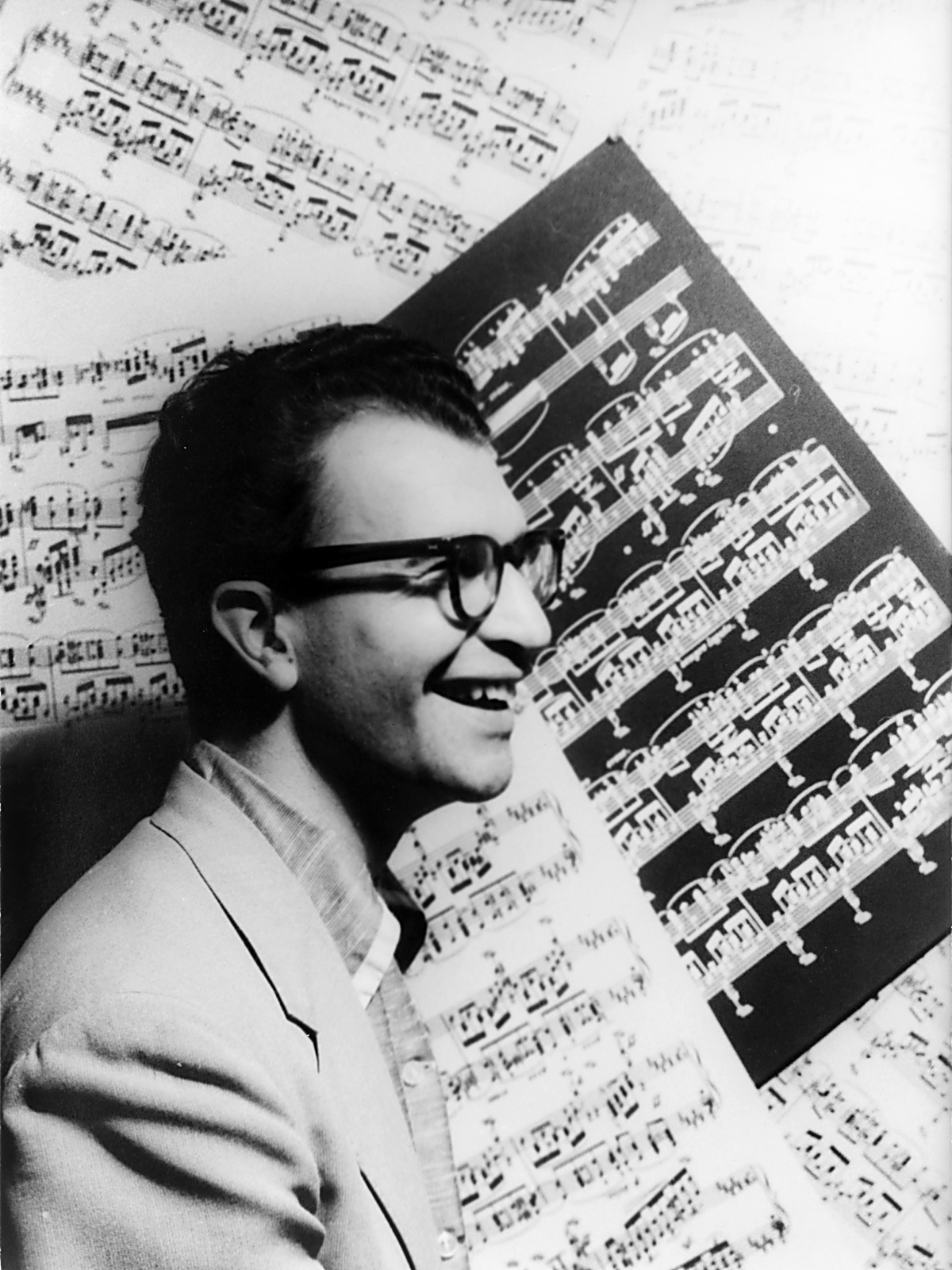
Dave Brubeck 1954-ben

Dave Brubeck 2010 februárjában, a Jazzwax-nak adott interjújában elmondta, hogy kifejezetten Milhaud-nál akart tanulni, mivel „Milhaud egy elképesztően tehetséges klasszikus zeneszerző és tanár volt, aki szerette a dzsesszt és beleszőtte a muzsikájába. A bátyám, Howard a tanársegéde volt, és minden kurzusán részt vett.” Brubeck az első fiának a Darius nevet adta.
Az oaklandi időszakban írta Bolivar című operáját (1943) és sokat dolgozott együtt Henri Temianka hegedűművésszel és a Paganini Quartettel. 1949-ben egy különleges hangversenyen a Budapest Vonósnégyes előadta 14. vonósnégyesét, majd a Paganini Quartet a 15.-et. Ezt követően a két kvartett együtt adta elő mindkét művet, oktettként. A következő évben ugyanezeket a darabokat adta elő az Aspen Music Festivalon a Paganini és a Juilliard vonósnégyes.
A háború után, 1947-ben visszatért hazájába, ahol zeneszerzés professzori állást ajánlottak fel neki a Párizsi Konzervatóriumban. Felváltva töltötte be a tanári állását Franciaországban és az Egyesült Államokban, mivel Oaklandben is oktatott egészen 1971-ig, akárcsak Coloradóban, az aspeni nyári egyetemen, és más amerikai intézményekben. Egyre törékenyebbé váló egészsége ellenére (ugyanis a betegsége miatt mind többet szenvedett), Milhaud fáradhatatlan utazó maradt, bár kreatív aktivitása már nem volt a régi.
Karrierjének megkoronázása volt 1971-ben a francia Académie des Beaux-Arts (Szépművészeti Akadémia) tagjává való választása. 81 évesen, Genfben halt meg, 1974. június 22-én. Kívánságának megfelelően Aix-en-Provence-ban temették el, sírján szerény, négyszögletű zsidó kőtömb áll. Felesége, Madeleine, több mint harminc évvel túlélte, életének 106. évében hunyt el, 2008. január 17-én, és férje mellett alussza örök álmát.

## Zenei munkássága
Darius Milhaud minden elképzelhető zenei műfaj iránt érdeklődött: operák, kamaramuzsika, szimfonikus zene, versenyművek, balettek, szólóhangszeres és vokális művek mind szerepeltek kompozíciói sorában. Életművével, amely 443 opust számlál, nemcsak a 20. század, hanem az egész zenetörténet egyik legtermékenyebb zeneszerzője volt. Stílusa, amely ötvözi a líraiságot a vidámsággal, sokat merít a népzenéből és a dzsesszből: ez leginkább szinkópált ritmusaiban érhető tetten. A komponálás minden eszközét kiaknázta, az ellenpontozó zárlatok, a poliritmia és a politonalitás teszi zenéjét oly gazdaggá és oly egyénivé.
A Hatok tagjaként ugyanúgy tréfát űzött az újságírókkal, mint ahogy a zenével is. Ez a pszeudo-iskola hozta össze a különböző stílusú muzsikusokat. Cocteau és Satie mentorálásával ez a csoport zászlóvivője lett a zenei könnyedséghez, egyszerűséghez, vagy akár komikumhoz való visszatérésnek. (Ami persze olykor nem esett messze a cirkusztól.) Georges Maurice így magyarázta esztétikai választásukat: „A wagneriánus összeomlás közepette nőttünk fel, és Debussy romjain kezdtünk komponálni. Debussyt utánozni manapság olyan számomra, mint a dögevés legrosszabb formája.” (revue le Coq et l’Arlequin)
Általánosságban szólva: az elutasításnak ez a háború utáni időszaka a művészetekben és az irodalomban kétségtelenül addig soha nem tapasztalt, hihetetlenül „kimódolt” és/vagy túlzásba vitt stílusokat teremtett. Ezekben az Őrült években (Années folles, Roaring Twenties) az egyszerűség – amely gyakran közel állt a populárishoz vagy a kabaréhoz – könnyen teret hódított, párhuzamosan a szürrealizmus megjelenésével. Milhaud 1920-ban komponált Le Bœuf sur le toit (Ökör a háztetőn) című darabja, melyet a Grimm fivérek nyomán állított színpadra, ennek a megtestesülése.

## Főbb művei
Műveinek részletes jegyzéke az angol Wikipédián
Operák
16 operát írt, köztük egy három minioperából álló trilógiát (nagyjából 15 percesek):
- L'Enlèvement d'Europe (1927)
- L'Abandon d'Ariane (1927)
- La Délivrance de Thésée (1927)

Két rövid opera (kb. 30 percesek):
- Les Malheurs d'Orphée (1924–1925)
- Le Pauvre Matelot (1926)

További operák:
- La Brebis égarée (1910–1914)
- L'Orestie trilógia (1913–1922)
  - Agamemnon (1913)
  - Les Choéphores (1915–1916)
  - Les Euménides (1917–1922)
- Esther de Carpentras (1925–1927)
- Christophe Colomb (1928)
- Maximilien (1930–1931)
- Médée (1938)
- Bolivar (1943)
- David (1952–1953)
- Fiesta (1958)
- Saint Louis Roi de France (1970)
- La Mère Coupable (1964–1965)

Színpadi zenék
- Le Faiseur Simone Jollivet darabja Honoré de Balzac regénye nyomán. op. 145 kompozíció fuvolára, klarinétra, szaxofonra és ütőhangszerekre, (1940)
- Le Livre de Christophe Colomb, Paul Claudel kétfelvonásos színműve (két zenei változat 1930-ban, majd 1953-ban)

Balettek
Összesen 14 balett, köztük:
- L'Homme et son désir
- Le Bœuf sur le toit op. 58 (1919)
- La Création du monde op. 81 (1923)

Zenekari művek
Milhaud 1939 és 1960 között 12 szimfóniát írt, de táncszviteket és számos versenyművet is komponált (zongorára, hegedűre, brácsára, csellóra stb.)
- Saudades do Brasil, táncszvit op. 67
- Suite provençale op. 152b (1936)
- Scaramouche szvit két zongorára, op 165/b, (az op. 165 mű átirata, amely altszaxofonra vagy klarinétra és zenekarra készült).[13]
- 12 szimfónia
  - Symphonie nº 1 op. 210 (1939)
  - Symphonie nº 2 op. 247 (1944)
  - Symphonie nº 3 « Te Deum » op. 271 (1946)
  - Symphonie nº 4 op. 281 (1947), az 1848-as francia forradalom 100. évfordulójára
  - Symphonie nº 5 op. 322 (1953)
  - Symphonie nº 6 op. 343 (1955)
  - Symphonie nº 7 op. 344 (1955)
  - Symphonie nº 8 « Rhôdanienne » op. 362 (1957)
  - Symphonie nº 9 op. 380 (1959)
  - Symphonie nº 10 op. 382 (1960)
  - Symphonie nº 11 op. 384 (1960)
  - Symphonie nº 12 « La Rurale » op. 390 (1961)

Versenyművek:
- 2 csellóverseny
- 3 hegedűverseny
- 3 brácsaverseny
- 5 zongoraverseny, valamint több, egy vagy két zongorára és zenekarra írt koncertáló darab
- 1 klarinétverseny (1941)
- 1 hárfaverseny
- 1 oboaverseny (1957)
- 1 kettős verseny fuvolára és hegedűre (1937)
- Les quatre saisons (A négy évszak), 4 concertino különböző hangszerekre
- Suite française (tételek: Normandie, Bretagne, Ile de France, Alsace-Lorraine, Provence) op. 248 (1944)
- Concerto pour marimba et vibraphone (Concerto marimbára és vibrafonra op. 278

Kamaraművek
Milhaud a kamaraművek komponálásában is igen termékeny volt: nem kevesebb mint 18 vonósnégyest, kvintetteket, fúvóshangszerekre írt szviteket, szonátákat, duókat és még számos egyéb művet szerzett.
- 18 vonósnégyes (1912–1950)
- Suite d`apres Corette op. 161b oboára, klarinétra és fagottra[14] (1937)
- La Cheminée du roi René (René király kandallója), fuvolára, oboára, klarinétra, kürtre és fagottra op. 205 (1939)
- Pastorale op. 147 oboára, klarinétra és fagottra (1935)
- Two Sketches, fúvósötösre op. 227b (1941)
- Divertissement en trois parties, fúvósötösre op. 299b (1958)
- Suite "Le voyageur sans bagage", klarinétra, hegedűre és zongorára

Vokális művek
Milhaud jelentősen gazdagította a vokális repertoárt is, mind szóló hangra, mind kórusra írt műveivel. A szövegek igen széles körből származnak, egyebek közt olyan íróktól, mint André Gide, de XXIII. János pápa „Pacem in Terris” című, 1963-as enciklikáját is megzenésítette. Igazán a vokális művek azok, amelyekben a vallás fontos szerepet kapott Milhaud művészetében. És e műveiben éled újjá saját vallása, a júdaizmus. Legutolsó műve, amelyet halála évében komponált, egy kantáta (Ani Maamin), amely a tizenöt éves korában Auschwitzba deportált Elie Wiesel szövegén alapul.
- Chants populaires hébraïques
- Catalogue de fleurs
- Le Retour de l'enfant prodigue
- Service sacré du matin du Sabbat
- Ani Maamin, Elie Wiesel szövegére
- À propos de bottes
- Un petit peu d'exercice
- Un petit peu de musique
- Les Soirées de Pétrograde, 1919
- Trois poèmes de Jean Cocteau, 1920

Zongoraművek
- Saudades do Brasil op. 67 (1920)
- Scaramouche, suite pour deux pianos op. 165b[15] (1937)
- Le Candélabre à sept branches op. 315 (1954)
- Paris op. 284 (1948)
- Carnaval à la Nouvelle-Orléans op. 275 (1947)
- Sonate nº 2 op. 293 (1949)

Orgonaművek
Darius Milhaud nem játszott ugyan orgonán, de a hangszer maga nagyon érdekelte, és nem csupán a többszörös hangfekvések, hanem a hangszínek és a hangzás változatossága miatt is.
- Sonate op. 112 (1931)
- Pastorale op. 229 (1941)
- Neuf préludes pour orgue op. 231b (1942)
- Petite suite op. 348 (Daniel fiának esküvőjére, 1955)

Filmzenék (válogatás)
- The Beloved Vagabond (Edward José)
- Le Roi de Camargue (André Hugon)
- L'Inhumaine (Marcel L'Herbier; az eredeti partitúra elveszett)
- La P'tite Lili (Alberto Cavalcanti, rövidfilm)
- Madame Bovary (Jean Renoir)
- Hallo Everybody (Hans Richter, rövid dokumentumfilm)
- Terre sans pain (Las Hurdes) (Luis Buñuel) (dokumentumfilm)
- Tartarin de Tarascon (Raymond Bernard)
- L'Hippocampe (Jean Painlevé) (rövidfilm)
- Le Vagabond bien aimé (The Beloved Vagabond) (Curtis Bernhardt)
- La Citadelle du silence (Marcel L'Herbier)
- La Tragédie impériale (Marcel L'Herbier)
- Mollenard (Robert Siodmak)
- Les Otages (Raymond Bernard)
- The Islanders (Maurice Harvey) (rövid dokumentumfilm)
- Cavalcade d'amour (Raymond Bernard , három epizódból álló film, Roger Désormière és Arthur Honegger zeneszerzői közreműködésével. Milhaud az 1430-ban játszódó epizódhoz írta a zenét.)
- Espoir, sierra de Teruel (André Malraux)
- The Private Affairs of Bel Ami (Albert Lewin)
- La vie commence demain (Nicole Védrès, dokumentumfilm)
- Gauguin (Alain Resnais, rövidfilm)
- Rentrée des classes (Jacques Rozier, rövidfilm)

## Önéletírása magyarul
- Életem partitúrája; ford. Justus Pál; Zeneműkiadó, Budapest, 1964

## Emlékezete
- Párizsban utcát neveztek el róla, Kremlin-Bicêtre-ben pedig egy iskolát
- 1972-ben az ő nevét vette fel a zenei konzervatórium Aix-en-Provence-ban
- Szintén az ő nevét viseli Marseille egyik főiskolája

## Fordítás
- Ez a szócikk részben vagy egészben  a   Darius Milhaud című francia Wikipédia-szócikk ezen változatának fordításán alapul.  Az eredeti cikk szerkesztőit annak laptörténete sorolja fel. Ez a jelzés csupán a megfogalmazás eredetét és a szerzői jogokat jelzi, nem szolgál a cikkben szereplő információk forrásmegjelöléseként.
- Ez a szócikk részben vagy egészben  a   Darius Milhaud című angol Wikipédia-szócikk ezen változatának fordításán alapul.  Az eredeti cikk szerkesztőit annak laptörténete sorolja fel. Ez a jelzés csupán a megfogalmazás eredetét és a szerzői jogokat jelzi, nem szolgál a cikkben szereplő információk forrásmegjelöléseként.